# Vänstra lymfstammen
Vänstra lymfstammen, på latin ductus thoracicus, är kroppens största lymfkärl. Det är den del av det Lymfatiska systemet som samlar upp lymfvätska från ben, bäcken, buk, vänster arm, vänster sida av bröstkorg, hals och huvud, och mynnar i vinkeln mellan nyckelbensvenen och den inre halsvenen. Själva lymfsystemets vätskeflöde beror på muskelrörelser och andning, som pressar lymfvätskan framåt förbi dess klaffar, men i ductus thoracicus finns samma typ av glatt muskulatur som finns artärer och i matspjälkningskanalen